# Jean Gaston Darboux
Jean Gaston Darboux (n. 14 august 1842, Nîmes, Franța – d. 23 februarie 1917, Paris, Franța) a fost un matematician francez, cu contribuții deosebite în domeniul analizei matematice și al geometriei diferențiale.

## Biografie timpurie, studii
A urmat liceul din Nîmes, apoi cel din Montpellier. În 1861 a intrat la École Polytechnique (Institutul Politehnic) și apoi, la École Normale Supérieure. Student fiind, s-a dovedit a fi un real talent în domeniul matematicii și a publicat primul articol cu privire la suprafețele ortogonale.
Darboux a studiat lucrările matematicienilor Gabriel Lamé, Charles Dupin și Robert Bonnet privitoare la sistemele de suprafețe ortogonale.
Darboux a generalizat rezultatele lui Ernst Eduard Kummer, obținând un sistem definit printr-o singură ecuație, cu multe proprietăți interesante. Și-a comunicat rezultatele la Académie des Sciences, pe 1 august 1864. În aceeași zi, Théodore Florentin Moutard a comunicat și el că a descoperit același sistem. Darboux a inclus aceste rezultate în teza sa de doctorat, cu titlul Sur les surfaces orthogonales (Despre suprafețele ortogonale). A primit titlul de doctor în matematici în 1866.

## Activitatea didactică
În anii 1866 - 1867, Darboux a predat la Collège de France, iar apoi, între 1867 și 1872, la liceul Louis le Grand. Între 1872 și 1881 a fost profesor la École Normale Supérieure.
Între 1873 și 1878 i-a fost asistent lui Joseph Liouville la catedra de mecanică rațională, la Sorbona.
Din 1878 a devenit asistentul lui Michel Chasles la catedra de geometrie superioară, tot la Sorbona. După doi ani Chasles a murit iar Darboux a preluat catedra de geometrie superioară, pe care a păstrat-o până la moarte. Între 1889 și 1903 a fost decanul Facultății de Științe.
Dirk Jan Struik (1894 - 2000) scria despre Darboux că în domeniul geometriei diferențiale și a analizei a urmat spiritul lui Gaspard Monge, în timp ce spiritul său a fost urmat de Elie Cartan. Bazându-se pe rezultatele clasice ale lui Monge, Carl Friedrich Gauss și Dupin, Darboux a folosit în mod creator rezultatele colegilor săi Bertrand, Bonnet, Albert Ribaucour și ale altora.
În cursurile sale, Darboux a știut să unească logica pură cu intuiția geometrică, spiritul geometric cu cel al fineței.
Lecțiile sale erau foarte ascultate, fiind un model de ordine și claritate.

## Activitate științifică
Este cel mai bine cunoscut pentru integrala Darboux, pe care a introdus-o într-o lucrare științifică, privind ecuațiile diferențiale de gradul doi, scrisă de el în 1870.
În 1875 a publicat metoda sa de rezolvare a integralei Riemann.
În 1873 Darboux a publicat o lucrare privind cicloidele, pe care le-a descris conform ecuației
{\displaystyle c(x^{2}+y^{2}+z^{2})^{2}+\sum _{i,j=0}^{2}Q_{i,j}x_{i}x_{j}+\sum _{i=0}^{2}P_{i}x_{i}+R=0}

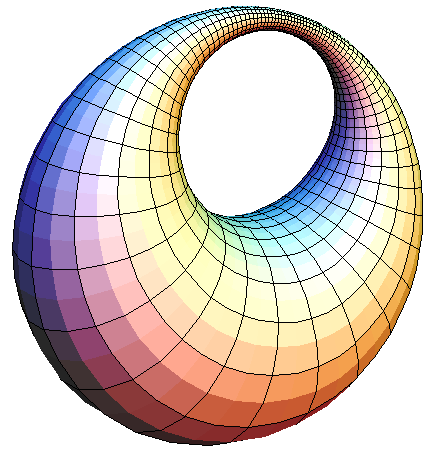
Un grup de cicloide formând un tor de geometrie continuu variabilă

unde Q este o matrice 3x3, P un vector tridimensional iar c și R sunt constante.
În jurul anului 1880, Darboux a descoperit că există funcții continue care nu admit derivată, fapt care produs o criză în domeniul teoriei funcțiilor, a cărei rezolvare a fost adusă de către Georg Cantor prin descoperirea teoriei mulțimilor.
Între 1887 și 1896 a scris patru volume de geometrie infinitezimală, cu titlul Leçons sur la théorie général des surfaces et les applications géométriques du calcul infinitésimal, în care a inclus majoritatea lucrărilor sale din tinerețe. În volumul patru a introdus și o discuție despre o suprafață care se rostogolește pe o altă suprafață, punând accent pe configurațiile geometrice create de puncte și linii fixate pe suprafața care se rostogolește.
A introdus invarianții matriciali, coordonatele pentasferice în spațiul neeuclidian.
De asemenea a introdus considerente cinematice prin metoda reperului mobil în geometria suprafețelor și a stabilit noi teorii în legătură cu studiul familiilor de suprafețe.
Astfel a studiat și problema găsirii drumului celui mai scurt între două puncte de pe o suprafață. Cam în aceeași vreme, subiectul era studiat și de Adolf Kneser (1862 – 1930) și de Ernst Zermelo (1871 - 1953).

## Recunoaștere și distincții
Pentru lucrările sale științifice, Darboux a primit multe distincții, fiind ales membru a peste 100 de societăți științifice. Între acestea se numără și Royal Society, al cărei membru a devenit în 1902. Ulterior, în 1916, a primit distincția acesteia, Medalia Sylvester.
În 1884 a fost ales membru al Academia Franceză de Științe, al cărei secretar a devenit în 1900.
Biografia sa a fost scrisă de către E. Lebon în 1910.
La rândul său, Darboux este autorul unei biografii a matematicianului francez Henri Poincaré.

## Influențe asupra matematicienilor români
Printre matematicienii români cărora le-a fost profesor, putem enumera: Gheorghe Țițeica, Ovidiu N. Țino, Gheorghe Bratu.
Cei care au contribuit la dezvoltarea descoperirilor lui Darboux au fost:
- metoda soluționării ecuațiilor cu derivate parțiale: Irinel Drăgan, Sergiu Vasilache, Marcel Roșculeț, Ciprian Foiaș;
- teoria funcțiilor continue Darboux: Nicu Boboc
- extensiunea metodei Darboux pentru integrarea ecuațiilor cu derivate parțiale: Mendel Haimovici;
- rețele Darboux: Tiberiu Mihăilescu;
- suprafețe amalgamatice: Cezar Coșniță;
- studiul cuadricelor: Constantin P. Bogdan;
- metoda obținerii cubicelor: Nicolae Abramescu;
- cu funcțiile Darboux: Solomon Marcus.